# Nephelaphyllum
Nephelaphyllum – rodzaj roślin z rodziny storczykowatych (Orchidaceae). Obejmuje 13 gatunków występujących w Azji Południowo-Wschodniej w takich krajach i regionach jak: Andamany, Asam, Bangladesz, Borneo, Kambodża, południowo-wschodnie Chiny, wschodnie Himalaje, Hajnan, Jawa, Laos, Malezja Zachodnia, Mjanma, Filipiny, Celebes, Sumatra, Tajwan, Tajlandia, Wietnam.

## Systematyka
Rodzaj sklasyfikowany do plemienia Collabieae, podrodzina epidendronowe (Epidendroideae), rodzina storczykowate (Orchidaceae), rząd szparagowce (Asparagales) w obrębie roślin jednoliściennych.
Wykaz gatunków
- Nephelaphyllum aureum J.J.Wood
- Nephelaphyllum beccarii Schltr.
- Nephelaphyllum cordifolium (Lindl.) Blume
- Nephelaphyllum flabellatum Ames & C.Schweinf.
- Nephelaphyllum gracile Schltr.
- Nephelaphyllum laciniatum J.J.Sm.
- Nephelaphyllum maliauense Suetsugu, Suleiman & Tsukaya
- Nephelaphyllum mindorense Ames
- Nephelaphyllum pulchrum Blume
- Nephelaphyllum tenuiflorum Blume
- Nephelaphyllum thaovyae Aver. & V.C.Nguyen
- Nephelaphyllum trapoides J.J.Sm.
- Nephelaphyllum verruculosum Carr